# Ə̥
Cette page contient des caractères spéciaux ou non latins. S’ils s’affichent mal (▯, ?, etc.), consultez la page d’aide Unicode.
Ə̥ (minuscule : ə̥), est un graphème utilisé dans l'écriture du purisimeño et un symbole dans certaines transcriptions phonétiques. Il s'agit de la lettre schwa diacritée d'un rond souscrit.

## Utilisation
Dans l’alphabet phonétique international le symbole [ə̥] représente la voyelle moyenne centrale dévoisée.
Dans l’orthographie du purisimeño, le ə̥ est utilisé pour représenter une voyelle dévoisée suivant la notation phonétique américaniste recommandée par WIELD (Western Institute for Endangered Language Documentation).

## Représentations informatiques
Le schwa rond souscrit peut être représenté avec les caractères Unicode suivants (latin étendu - B, alphabet phonétique international, diacritiques) :
| formes    | représentations | chaînes de caractères | points de code | descriptions                                            |
| --------- | --------------- | --------------------- | -------------- | ------------------------------------------------------- |
| capitale  | Ə̥               | Ə◌̥                    | U+018F U+0325  | lettre majuscule latine schwa diacritique rond souscrit |
| minuscule | ə̥               | ə◌̥                    | U+0259 U+0325  | lettre minuscule latine schwa diacritique rond souscrit |